# Бернгард Еґлі
Бернгард Еґлі (нім. Bernhard Egli; 1958) — швейцарський біолог (доктор філософії II ступеня), еколог, садівник, політик і підприємець із Шаффгаузена.
Еґлі був членом кантональної ради Шаффгаузена до 2012 року, обраний за списком Еко-ліберального руху Шаффгаузен. Він став співзасновником Зелено-ліберальної партії в кантоні Шаффгаузен у 2014 році та представляв цю секцію у виконавчій раді партії на федеральному рівні.
У своєму рідному місті він керує консалтинговою фірмою Bioforum Schaffhausen. Він головує в Асоціації дій з питань садівництва Шаффгаузена та Робочій групі з питань культурного ландшафту Рандена, а також є керівником природного проекту Асоціації регіонального природного парку Шаффгаузен. Він опублікував численні статті в біологічних та екологічних журналах.
Він є членом міської ради Шаффгаузена з 2016 року.

## Вебпосилання
- Сайт компанії Bioforum Schaffhausen Бернгарда Еґлі

## Окремі посилання
1. ↑  дисертація
2. 1 2 3  Database of important Persons from Schaffhausen
3. ↑   [Архівовано [Дата відсутня], у www.grunliberale.ch] der Grünliberalen Partei, abgerufen am 14. November 2016
4. ↑  [Архівовано [Дата відсутня], у www.obstgarten-aktion.ch]
5. ↑  [Архівовано [Дата відсутня], у www.naturpark-schaffhausen.ch]